# Zsuzsanna Németh
Zsuzsanna (Lászlóné) Németh (ur. 16 lipca 1953 w Budapeszcie) – węgierska ekonomistka, bankowiec i polityk, w latach 2011–2014 minister rozwoju narodowego w drugim rządzie Viktora Orbána.

## Życiorys
Uzyskała wykształcenie średnie, od 1971 pracowała w przedsiębiorstwie handlu zagranicznego. Od 1990 zawodowo związana z sektorem bankowym. Zatrudniona m.in. w komercyjnym Országos Takarékpénztár, w którym pełniła m.in. funkcję zastępcy dyrektora zarządzającego. W 2010 objęła stanowisko zastępcy CEO w Magyar Fejlesztési Bank, państwowym banku rozwoju. Od grudnia 2011 do czerwca 2014 sprawowała urząd ministra rozwoju narodowego w drugim gabinecie Viktora Orbána.